# Flughafen Klagenfurt
Flughafen Klagenfurt (IATA:KLU, ICAO LOWK) is een kleine internationale luchthaven 3 km van het centrum van Klagenfurt, Oostenrijk, in de provincie Karinthië. Het ligt in de gemeente Annabichl, 3 km van het centrum van Klagenfurt. De luchthaven is bereikbaar met de shuttle bus of de gewone bus vanaf het station van Klagenfurt.

## Geschiedenis
In 1905 waren Graaf Georg Khevenhüller van het Hochosterwitz kasteel en in 1907 Jozef Sablatnig de eerste mannen die over deze streek vlogen.
In de Eerste en Tweede Wereldoorlog diende deze luchthaven als militair vliegveld, omdat het in 1924 was opgericht als militair vliegveld. De officiële opening van het vliegveld op 17 mei 1925 was een grote gebeurtenis voor Klagenfurt en de provincie Carinthia.
In 1929 had de pilotenheld, Julius Fedrigoni Edler von Etschthal, de functie om dit vliegveld te bewaken.
In de jaren 1926 tot 1938 vlogen zeven luchtvaartmaatschappijen vanaf Klagenfurt. Landen zoals Duitsland, Italië, Slovenië en natuurlijk regionale vluchten naar andere steden in Oostenrijk waren verbonden met Klagenfurt. Na 1950 was de luchthaven verbonden met landen zoals Brazilië, Israël, Venezuela, Nederland, Duitsland, Groot-Brittannië en anderen.
Dezer dagen is de luchthaven niet zo belangrijk meer als vroeger. De meeste vluchten gaan nu via Wenen, Innsbruck, Salzburg en Linz.
Alternatieve namen voor deze luchthaven zijn:
- Alpe-Adria-Airport en
- Airport Klagenfurt/Wörthersee

- Gemeinsame Normdatei: 4442028-6
- Virtual International Authority File: 243846953
- WorldCat: E39PBJkhK34dKr8QTc3CqB3hHC